# 47-й меридіан західної довготи
47-й меридіан західної довготи — лінія довготи, що лежить на 47 градусів західніше Гринвіцького меридіана. Вона проходить від Північного полюса через Північний Льодовитий океан, Гренландію, Атлантичний океан, Південну Америку, Південний океан та Антарктиду до Південного полюса.
47-й меридіан західної довготи формує велике коло разом із 133-тім меридіаном східної довготи.

## Список географічних об'єктів, що перетинає 47° зх. д.
Починаючи на Північному полюсі та рухаючись до Південного полюса, 47-й меридіан західної довготи проходить через:
| Координати                                                 | Країна, територія або море | Примітки |
| ---------------------------------------------------------- | -------------------------- | --- |
| 90°0′ пн. ш. 47°0′ зх. д. / 90.000° пн. ш. 47.000° зх. д.  | Північний Льодовитий океан | |
| 83°41′ пн. ш. 47°0′ зх. д. / 83.683° пн. ш. 47.000° зх. д. | Море Лінкольна             | |
| 82°55′ пн. ш. 47°0′ зх. д. / 82.917° пн. ш. 47.000° зх. д. | Гренландія                 | Проходить через острів Елісон                                                                                              |
| 82°52′ пн. ш. 47°0′ зх. д. / 82.867° пн. ш. 47.000° зх. д. | Північний Льодовитий океан | |
| 82°39′ пн. ш. 47°0′ зх. д. / 82.650° пн. ш. 47.000° зх. д. | Гренландія                 | Проходить через Землю Нерса[en]                                                                                            |
| 82°23′ пн. ш. 47°0′ зх. д. / 82.383° пн. ш. 47.000° зх. д. | Фьорд Вікторія[en]         | |
| 82°9′ пн. ш. 47°0′ зх. д. / 82.150° пн. ш. 47.000° зх. д.  | Гренландія                 | Проходить через Землю Вульфа[en]                                                                                           |
| 60°45′ пн. ш. 47°0′ зх. д. / 60.750° пн. ш. 47.000° зх. д. | Атлантичний океан          | |
| 0°45′ пд. ш. 47°0′ зх. д. / 0.750° пд. ш. 47.000° зх. д.   | Бразилія                   | Пара Мараньян Токантінс Мараньян — приблизно на 16 км Токантінс Гояс Мінас-Жерайс Сан-Паулу — проходить східніше Кампінаса |
| 24°20′ пд. ш. 47°0′ зх. д. / 24.333° пд. ш. 47.000° зх. д. | Атлантичний океан          | |
| 60°0′ пд. ш. 47°0′ зх. д. / 60.000° пд. ш. 47.000° зх. д.  | Південний океан            | |
| 77°46′ пд. ш. 47°0′ зх. д. / 77.767° пд. ш. 47.000° зх. д. | Антарктида                 | Проходить через Аргентинську Антарктиду та Британську Антарктичну Територію (претендують Аргентина та Велика Британія)     |